# Episodi di A casa con i tuoi
| nº | Titolo originale            | Titolo italiano            | Prima TV USA     | Prima TV Italia |
| -- | --------------------------- | -------------------------- | ---------------- | --------------- |
| 1  | Pilot                       | Gioco di società           | 3 ottobre 2003   | 5 maggio 2008   |
| 2  | Barbecue                    | Scambio di ruoli           | 10 ottobre 2003  | 6 maggio 2008   |
| 3  | Lewis May Have a Girlfriend | Sorelle invadenti          | 17 ottobre 2003  | 7 maggio 2008   |
| 4  | Corrupting Chris            | Il bambino cattivo         | 24 ottobre 2003  | 8 maggio 2008   |
| 5  | Tom Makes a Friend          | L'amico di Tom             | 31 ottobre 2003  | 9 maggio 2008   |
| 6  | Awkward Silence             | Il festival Lituano        | 7 novembre 2003  | 12 maggio 2008  |
| 7  | The New Car                 | Futuro a due porte         | 14 novembre 2003 | 13 maggio 2008  |
| 8  | The Apartment               | New York addio             | 21 novembre 2003 | 14 maggio 2008  |
| 9  | Susan's Secret              | Il segreto di Susan        | 28 novembre 2003 | 15 maggio 2008  |
| 10 | A Kelly Carol               | Regali di Natale           | 12 dicembre 2003 | 16 maggio 2008  |
| 11 | Tom Doesn't Get It          | Stasera pago io!           | 9 gennaio 2004   | 19 maggio 2008  |
| 12 | Whose Pants Are Smarter?    | Chi è il più intelligente? | 23 gennaio 2004  | 20 maggio 2008  |
| 13 | The Contractor              | L'arredatore               | 30 gennaio 2004  | 21 maggio 2008  |
| 14 | A Portrait of Susan         | Giù le mani da Susan!      | 13 febbraio 2004 | 22 maggio 2008  |
| 15 | Lewis Turns Twenty-Fun      | Il compleanno di Lewis     | 20 febbraio 2004 | 23 maggio 2008  |
| 16 | Double Dating               | L'Oscar di Mary            | 27 febbraio 2004 | 26 maggio 2008  |
| 17 | Chris and Mary Fight        | La cena ufficiale          | 5 marzo 2004     | 27 maggio 2008  |
| 18 | Talk Radio                  | Intervista radiofonica     | 12 marzo 2004    | 28 maggio 2008  |
| 19 | The Other Sister            | L'altra sorella            | 19 marzo 2004    | 29 maggio 2008  |
| 20 | The Plan                    | Il piano                   | 26 marzo 2004    | 30 maggio 2008  |
| 21 | The Good Son-In-Law         | Il campione di football    | 16 aprile 2004   | 2 giugno 2008   |
| 22 | Kansas v. Tom's Parents     | Kansas contro New York     | 23 aprile 2004   | 3 giugno 2008   |